# Account Rendered
Account Rendered é um filme policial produzido no Reino Unido e lançado em 1932, sob a direção de Leslie Howard Gordon.